# Westervoort
Westervoort  è una municipalità dei Paesi Bassi di 15 242 abitanti situata nella provincia della Gheldria.
Qua è nato il calciatore Theo Snelders.